# Pseudoparenchym

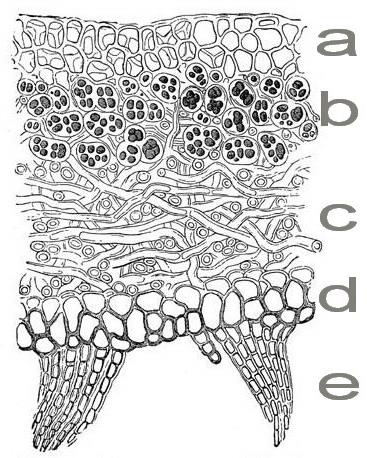
Pseudoparenchym bij korstmossen. Doorsnede van een heteromeer thallus: a. bovencortex; b. algenlaag (fotobiontzone); c. merg (medulla); d. ondercortex; e. aanhangsels

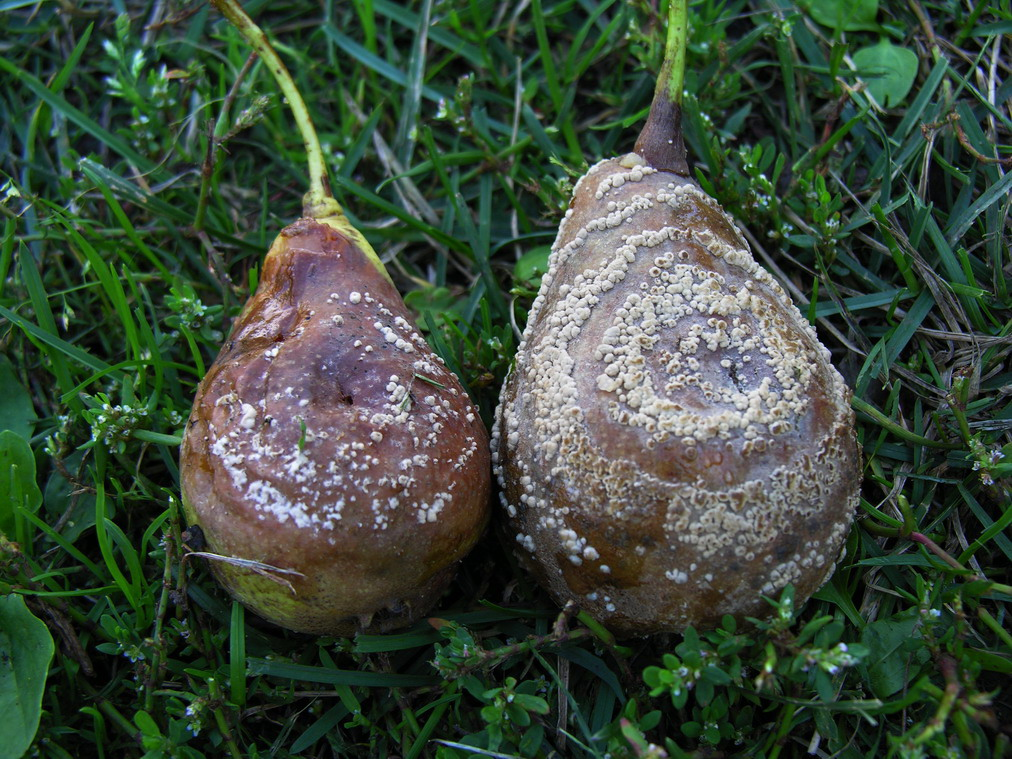
Pseudosclerotia bij sporodochia van appelrotkelkje op peren

Een pseudoparenchym is een weefselachtige celstructuur en ziet onder een microscoop uit als parenchym. Het wordt gevormd door vervlochten en of in elkaar gekronkelde schimmeldraden of draad- of buisvormige cellen.
Pseudoparenchym komt voor bij veel roodwieren, schimmels en korstmossen. De schimmeldraden vergroeien uiteindelijk met elkaar, vaak door oplossing van de celwand.
Bij een plectenchym vergroeien de schimmeldraden of draad- of buisvormige cellen niet met elkaar. Er zijn echter vele tussenvormen, zodat het niet altijd duidelijk is of het een pseudoparenchym of een plectenchym is.
Pseudoparenchym kan bestaan uit:
- sclerotium (sclerotia) - harde vorm met verschillende vormen en afmetingen, meestal zwart aan het oppervlak, die ervoor zorgen dat de schimmel onder ongunstige omstandigheden (bijv. droogte, vorst) kan overleven.
- pseudosclerotium - compact aggregaat van hyfen die het substraat bedekken, bijv. aarde, stenen, fruitresten
- myceliumstreng - bundel parallel gerangschikte hyfen
- rizomorf - compact aggregaat van parallel gerangschikte en sterk verbonden hyfen die worden gebruikt voor de aanvoer van lucht, water en voedingsstoffen.
- apothecium- compact aggregaat van hyfen, waarop of waarin sporen of vruchtlichamen worden gevormd. Soms omvat het stroma zowel het gastheerweefsel als het substraat.[1]

De cortex van korstmossen bestaat vaak ook uit pseudoparenchym, vooral de bovencortex. Pseudoparenchym is ook aanwezig in sommige algen (met name bruinwieren en roodwieren) en bestaat uit dicht op elkaar gepakte draden.